# اوبرفیشباخ
اوبرفیشباخ (به آلمانی: Oberfischbach) یک شهر در آلمان است که در Verbandsgemeinde Katzenelnbogen واقع شده‌است. اوبرفیشباخ ۱۷۳ نفر جمعیت دارد.